# Universitat de la Colúmbia Britànica
La Universitat de la Colúmbia Britànica (en anglès University of British Columbia, abreujat UBC), fundada a Vancouver el 1908 com a Universitat McGill College of British Columbia, és una de les universitats més prestigioses d’Amèrica del Nord i és una de les millors universitats del món. La UBC té més de 61 000 estudiants, repartits per l'històric campus de Vancouver (1908) i el campus d'Okanagan (2005), amb un pressupost anual de 2,3 mil milions de dòlars.
En el Rànquing de Xangai de 2021 estava classificada la vuitena del mon i setena dels Estats Units. Al Times Higher Education World University Rankings és la 34a a escala mundial el 2018 i la segona al Canadà. L'rànquing de Xangai de 2016 la situa la 34a al món i 2a al Canadà. A més, el rànquing de les millors universitats fora dels Estats Units per la revista Newsweek la situa en el 8 lloc el 2011.

## Història
El 1877, només sis anys després que la Columbia Britànica s’unís al Canadà, el superintendent d’Educació John Jessop va presentar una proposta per a la creació d’una universitat per a la nova província. La legislació sobre la Universitat de la Colúmbia Britànica va ser aprovada per la legislatura provincial el 1890, però van sorgir desacords sobre si construir la universitat a l'illa de Vancouver o al continent.
La British Columbia University Act de 1908 imposa oficialment la creació d’una universitat provincial encara sense especificar el lloc. La governança es basa en la llei de la Universitat de Toronto de 1906 que establia un sistema de dues cambres format per un Senat (professorat), responsable de la política escolar, i un consell d’administració (ciutadans) que exerceix el control exclusiu en matèria financera i té autoritat sobre tots els altres assumptes. El paper del president, nomenat pel consell d’administració, era establir un vincle entre els dos òrgans i dirigir la institució. Aquesta llei estableix un senat format per vint-i-un membres amb Francis Carter-Cotton de Vancouver com a president.
Abans de la Llei universitària, hi va haver diversos intents d'establir una universitat amb l'ajut de les de Toronto i McGill. El Columbian College de New Westminster. Es va afiliar a la Victoria University de la Universitat de Toronto, va començar a oferir crèdits en l'àmbit universitari cap a final de segle, però va ser McGill qui va dominar l'educació superior al començament del segle xx.
Amb una aliança d’èxit entre les escoles secundàries de Vancouver i Victoria amb la Universitat McGill, Henry Marshall Tory va ajudar a establir la University College of British Columbia McGill. Del 1906 al 1915, McGill BC (es deia així) va funcionar com una institució privada que preparava els estudiants els primers anys per obtenir un títol a la Universitat McGill o altres universitats. La medalla Henry Marshall Tory va ser creada el 1941 pel mateix Tory, president fundador de la Universitat d'Alberta i del National Research Council Canada, i cofundador de la Carleton University.

## Campus

### Vancouver

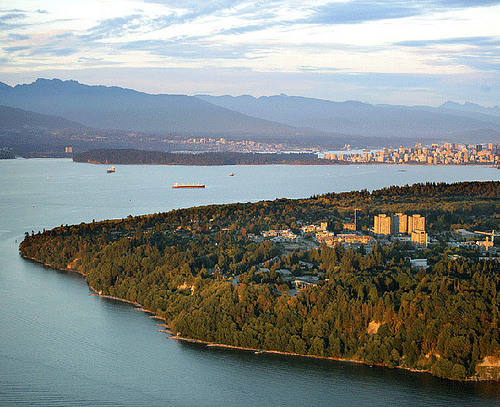
Vista aèria del campus de Vancouver

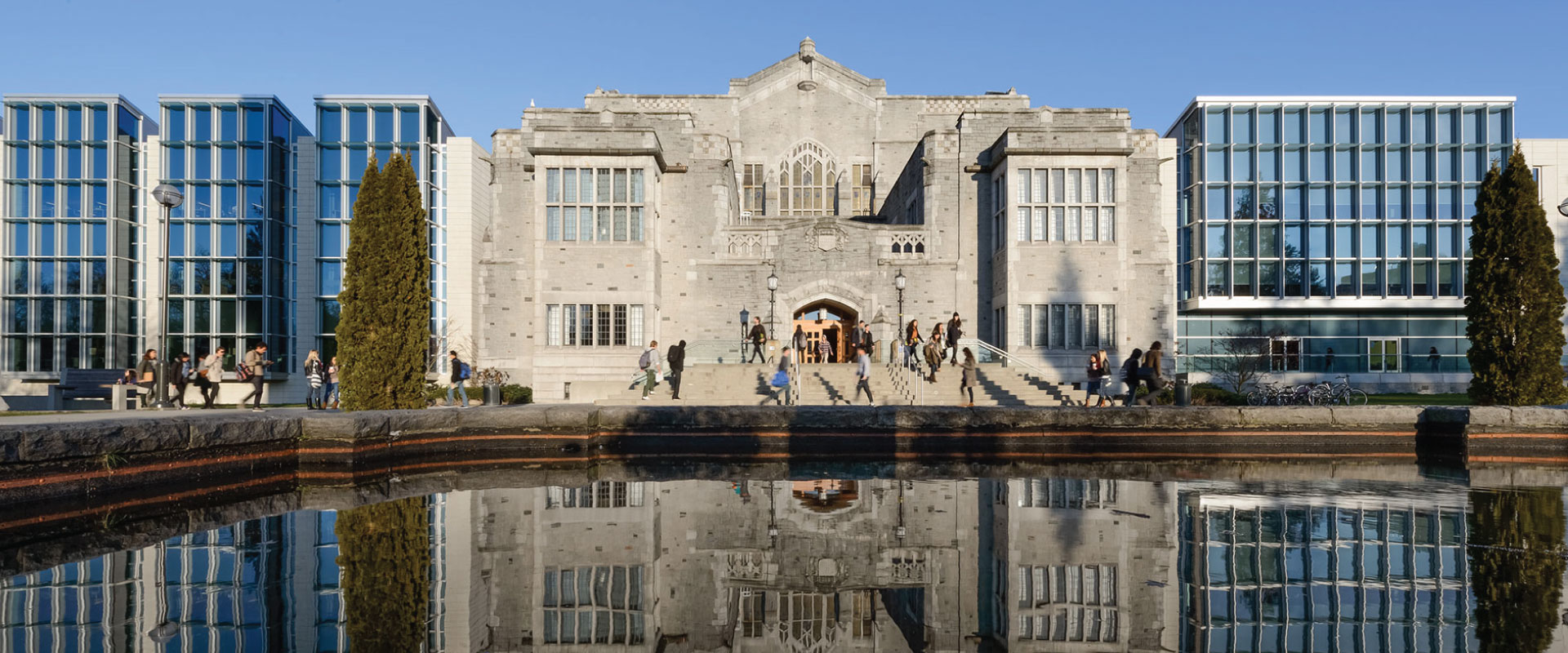
La biblioteca Irving K. Barber sobre el campus de UBC a Vancouver

El campus de Vancouver és a Point Grey, a uns 20 minuts amb cotxe del centre de Vancouver. És a prop de diverses platges i ofereix vistes a les muntanyes North Shore. El parc regional Pacific Spirit (7,63 km²) forma un cinturó verd entre el campus i la ciutat. Els edificis del campus de Vancouver ocupen 1.091.997 m², en 1,7 km² de terrenys cuidats.
Els University Endowment Lands no es troben al territori del municipi de Vancouver, de manera que la UBC està protegida per la Policia Muntada del Canadà (RCMP) i no pel Departament de Policia de Vancouver (VPD). No obstant això, sota contracte, el Departament de Bombers de Vancouver és responsable de la UBC. A més de la RCMP, el mateix servei de seguretat de la UBC patrulla el campus. Tanmateix, qualsevol correu enviat a qualsevol edifici del campus inclou Vancouver en la direcció.
UBC Vancouver també té dos campus satèl·lits a la ciutat de Vancouver: un a l'Hospital General de Ciències Mèdiques de Vancouver i a la UBC Robson Square, al centre de Vancouver, per a cursos a temps parcial i programes relacionats. UBC també és soci del consorci que dona suport a Great Northern Way Campus Ltd i està afiliada a un grup d'escoles teològiques veïnes, que inclouen l'Escola de Teologia, el Regent College, el Carey Theological College i el Corpus Christi College de Vancouver.
El campus té molts jardins. El Jardí Botànic i Centre d’Investigacions Vegetals de la UBC, el principal departament de la UBC, té una col·lecció de més de 8.000 varietats de plantes diferents utilitzades per a la investigació, la conservació i l'educació. El lloc original del Jardí Botànic de la UBC es trobava a l'Old Arboretum, tot el que en queda avui en dia són arbres plantats el 1916 per John Davidson. El lloc de l'antic arborètum inclou ara molts edificis, inclosa la First Nations House of Learning. El jardí commemoratiu de Nitobe, construït en honor de l'erudit japonès Inazo Nitobe, ha estat objecte de més de quinze anys d’estudi per part d’un professor de la UBC, que el concepte amaga diverses particularitats per descobrir, com ara referències a la filosofia japonesa i la mitologia, ponts d'ombra visibles només en determinades èpoques de l'any i la posició d'una llanterna que només està totalment al sol cada any, en la data i en el moment exacte de la mort de Nitobe. El jardí és darrere del Centre Asiàtic de la universitat, que es va construir amb bigues d'acer del pavelló japonès a la Fira Universal de 1970 a Osaka.

### Okanagan
El campus d'Okanagan es troba a l'antic Campus Nord de l'Okanagan University College, al costat de l'aeroport internacional de Kelowna al nord-est de Kelowna, Colúmbia Britànica. Aquest campus ofereix estudis universitaris en arts, ciències, infermeria, educació, gestió i enginyeria, així com títols de postgrau en la majoria d’aquestes assignatures.
El 2010, el campus d'Okanagan va duplicar la superfície de 105 a 208,6 hectàrees. El 2011, el campus va fer construir diversos districtes residencials i edificis dedicats a la docència i la investigació per 450 milions de dòlars canadencs.

## Esport
- UCB Thunderbirds

## Professors i estudiants
- Margaret Kennard (1899-1975), neuròloga estatunidenca.

## Gent notable

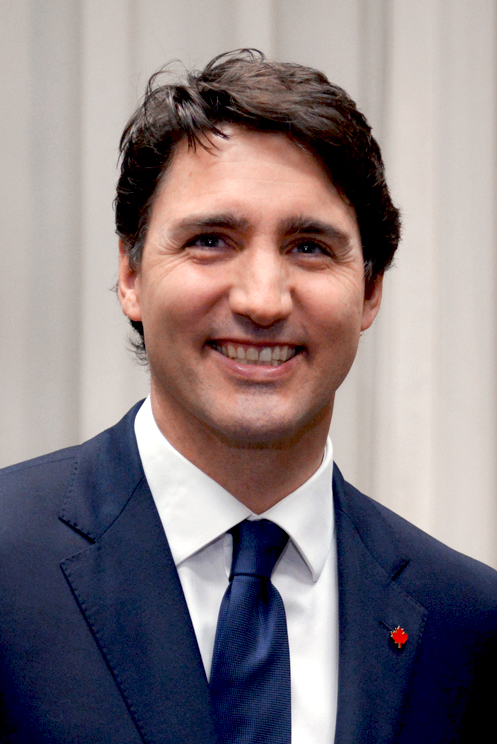
Justin Trudeau, 23è i actual primer ministre del Canadà
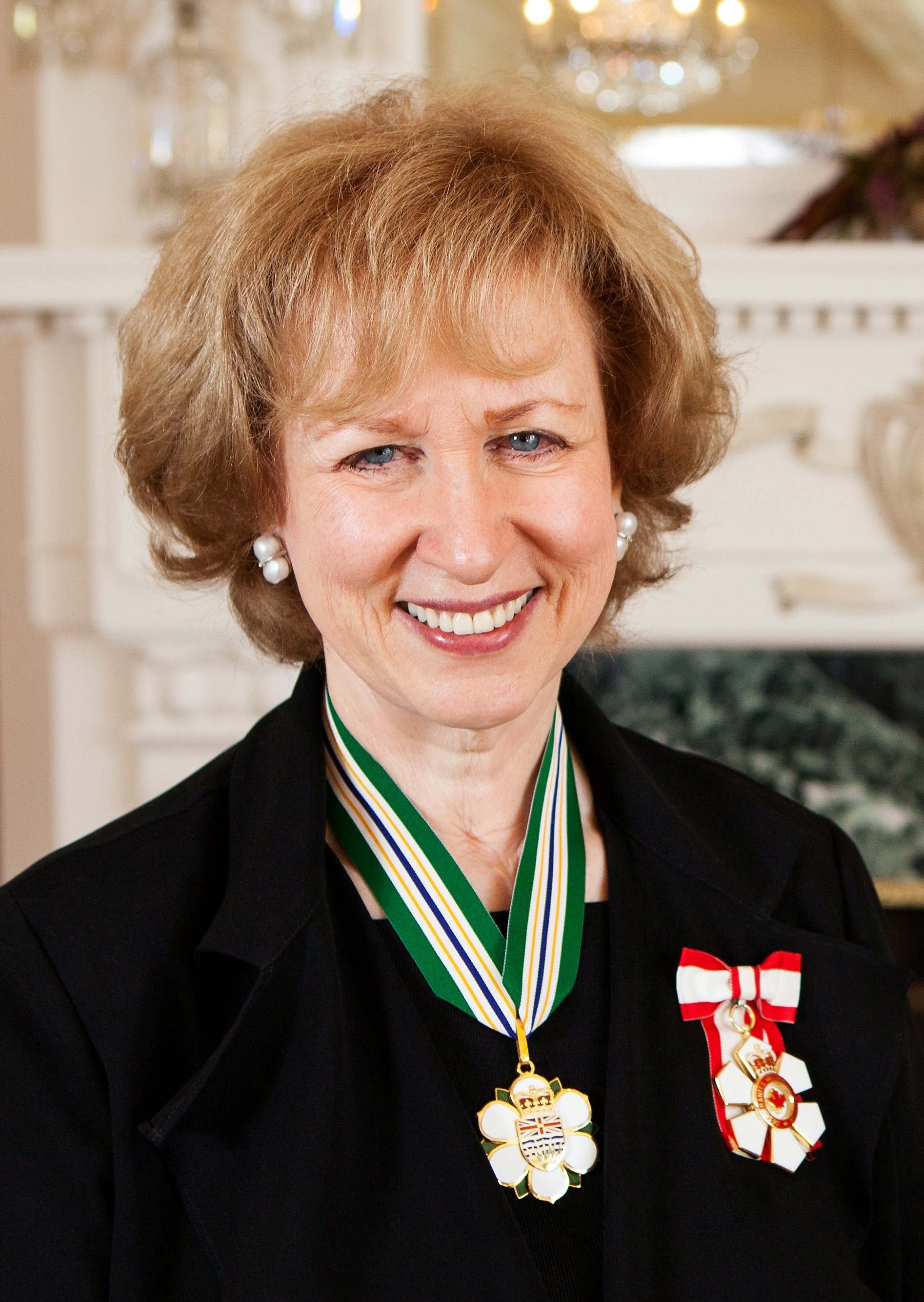
Kim Campbell, 19a primera ministra canadenca
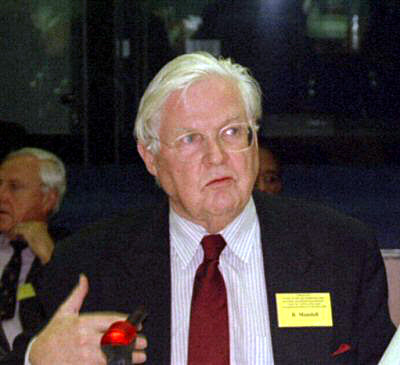
Robert Mundell, premi Nobel d'Economia. Implicat en la creació de l'euro
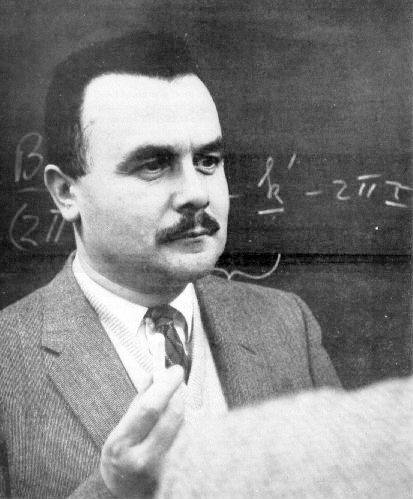
Bertram Brockhouse, premi Nobel de física
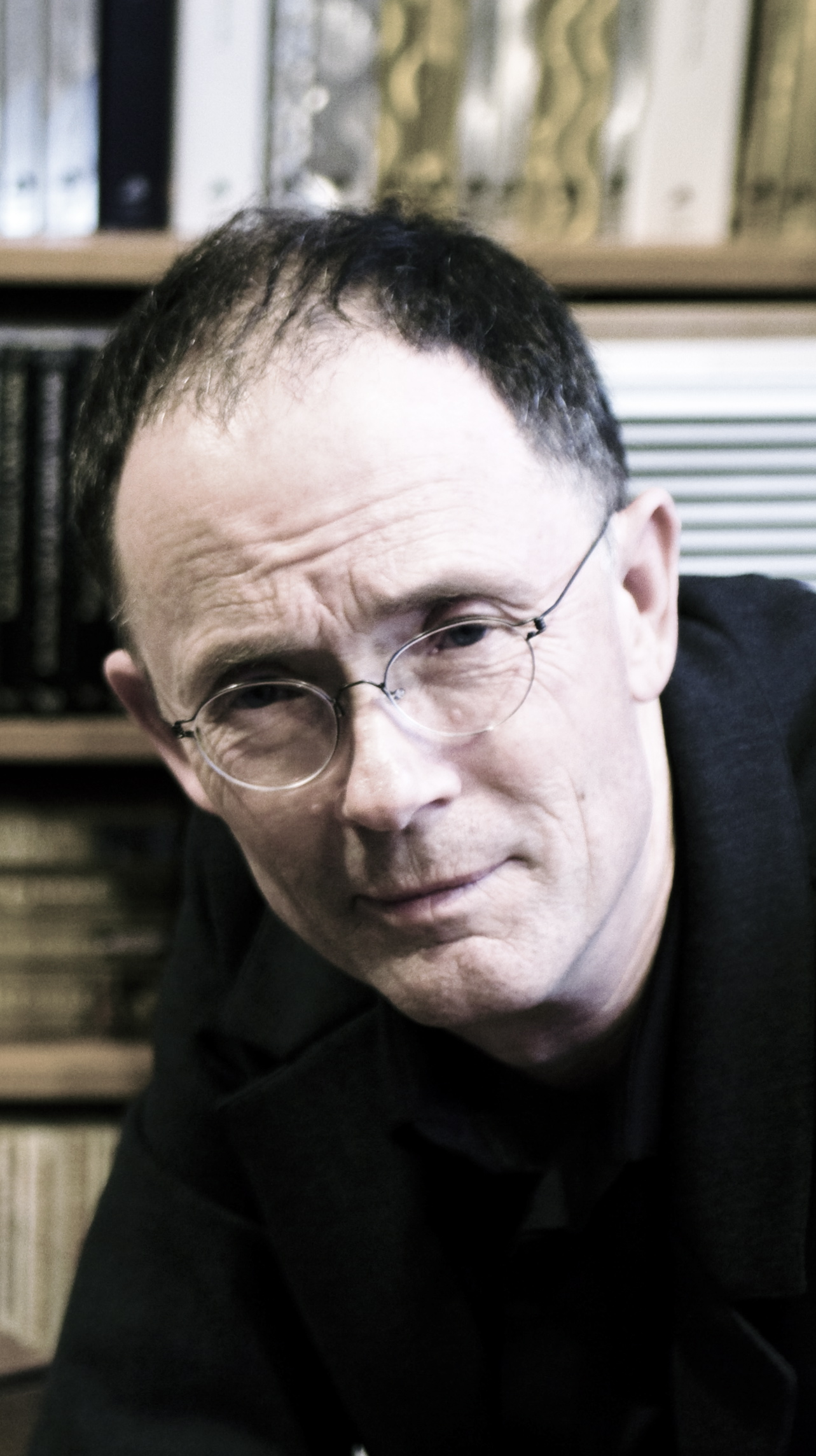
William Gibson, autor de Neuromancer, figura important del moviment literari ciberpunk
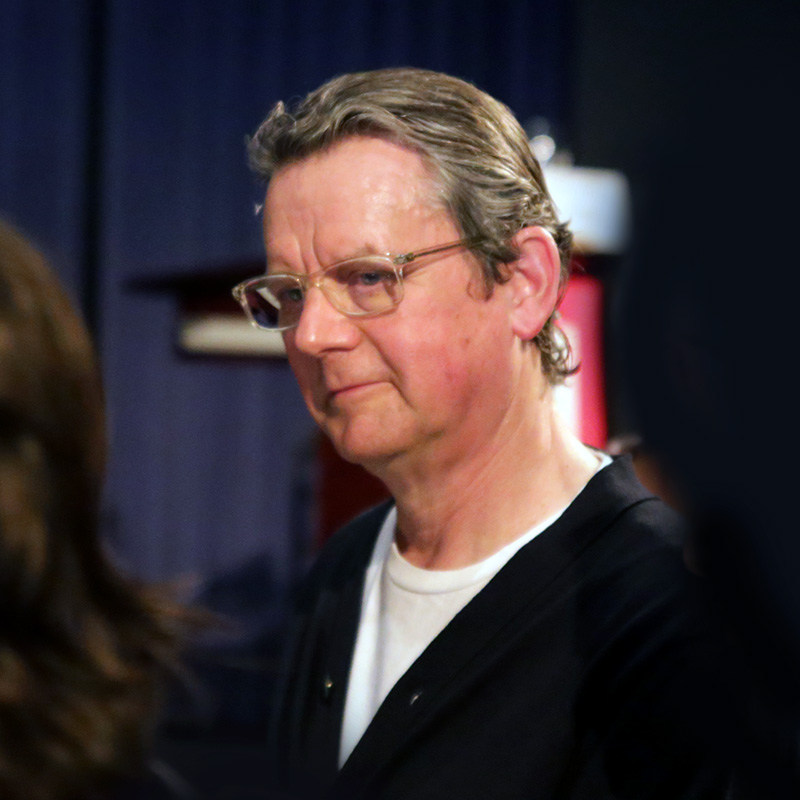
Jeff Wall, destacat artista canadenc i figura més destacada de la Vancouver School
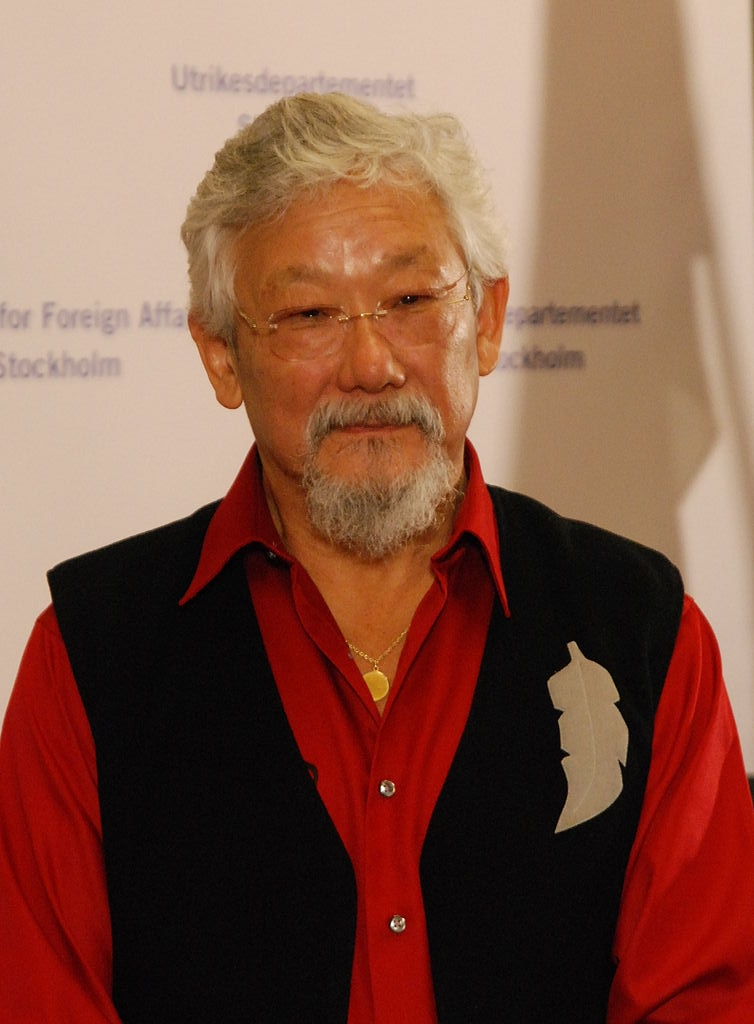
David Suzuki, professor emèrit de genètica. Acadèmic, emissor i ecologista influent.
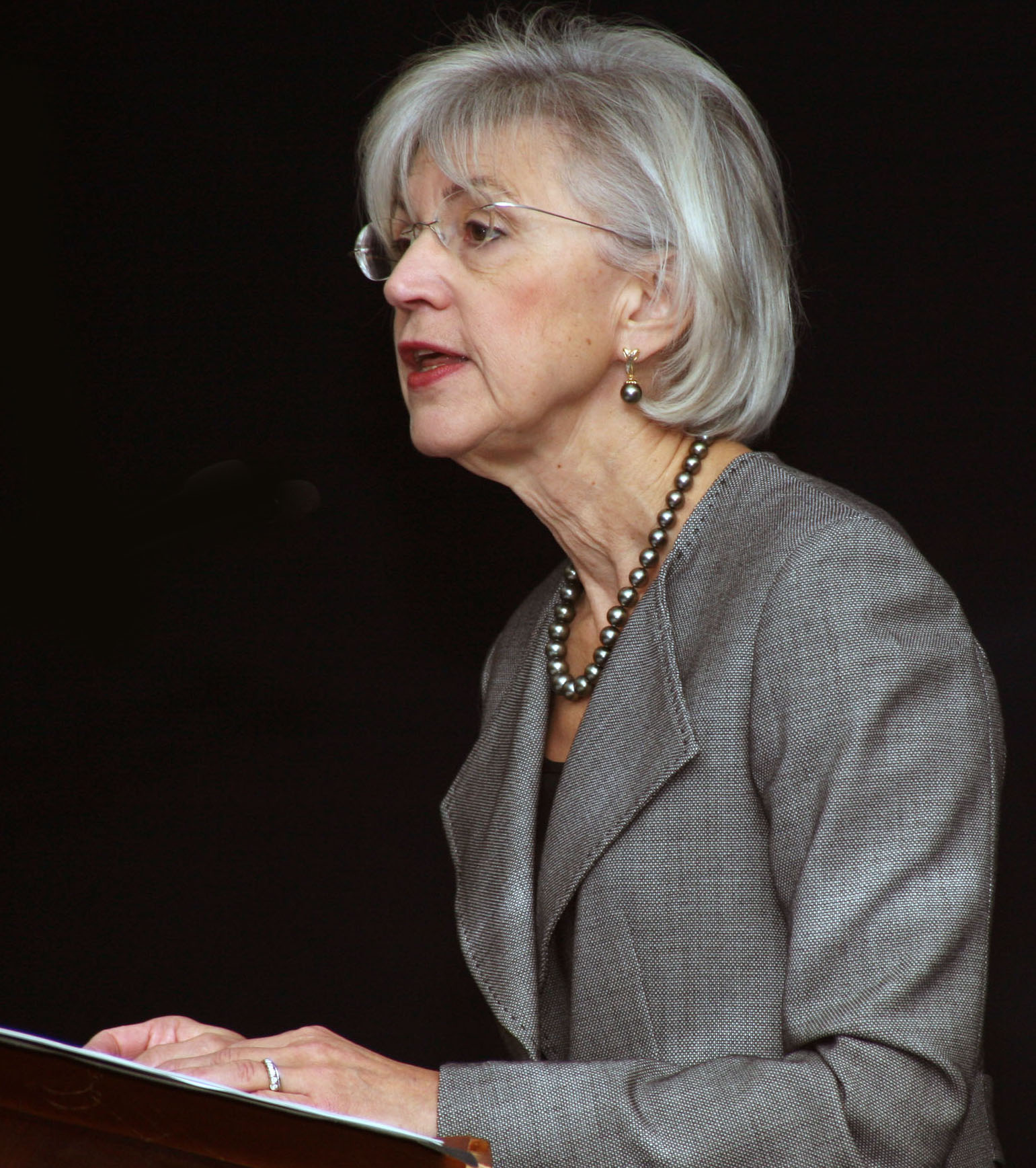
Beverley McLachlin 17a President de Tribunal Suprem del Canadà.
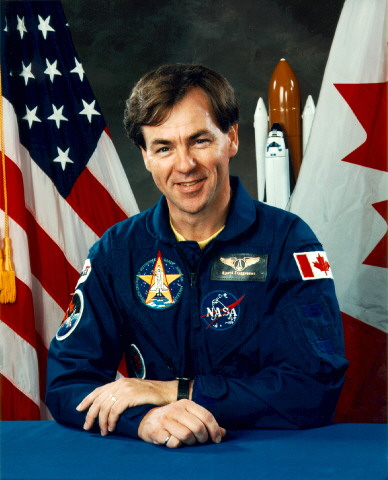
Bjarni Tryggvason, astronauta i acadèmic islandès-canadenc que va participar en la missió STS-85 de la NASA.

Al llarg de la història de la UBC, professors, exalumnes i antics estudiants han tingut un paper destacat en molts camps diferents. Molts antics alumnes i professors de la UBC han guanyat guardons, inclosos vuit premis Nobel i 71 beques Rhodes.